# ألماسة (ألعاب نارية)

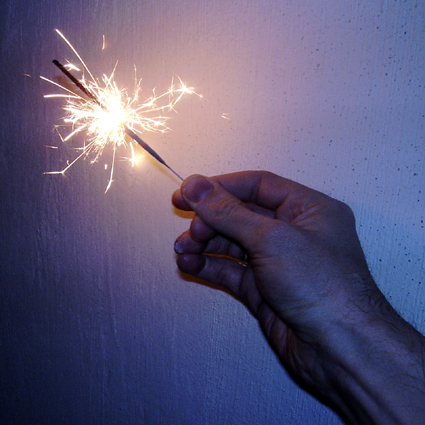
ألماسة الألعاب النارية ممسك بها أحدهم وهي تشتعل

الألماسة  (أو ضو الليل) هي صنف من أصناف الألعاب النارية التي تحمل باليد وتشتعل ببطء مخلّفة وراءها شرارات ولهب، وهي واسعة الانتشار في مختلف أرجاء العالم، حيث تستخدم في الاحتفالات المتنوعة مثل ليلة البون فاير في الخامس من نوفمبر في بريطانيا؛ وفي يوم يوم الاستقلال في الولايات المتحدة؛ وكذلك في يوم ديوالي في الهند.

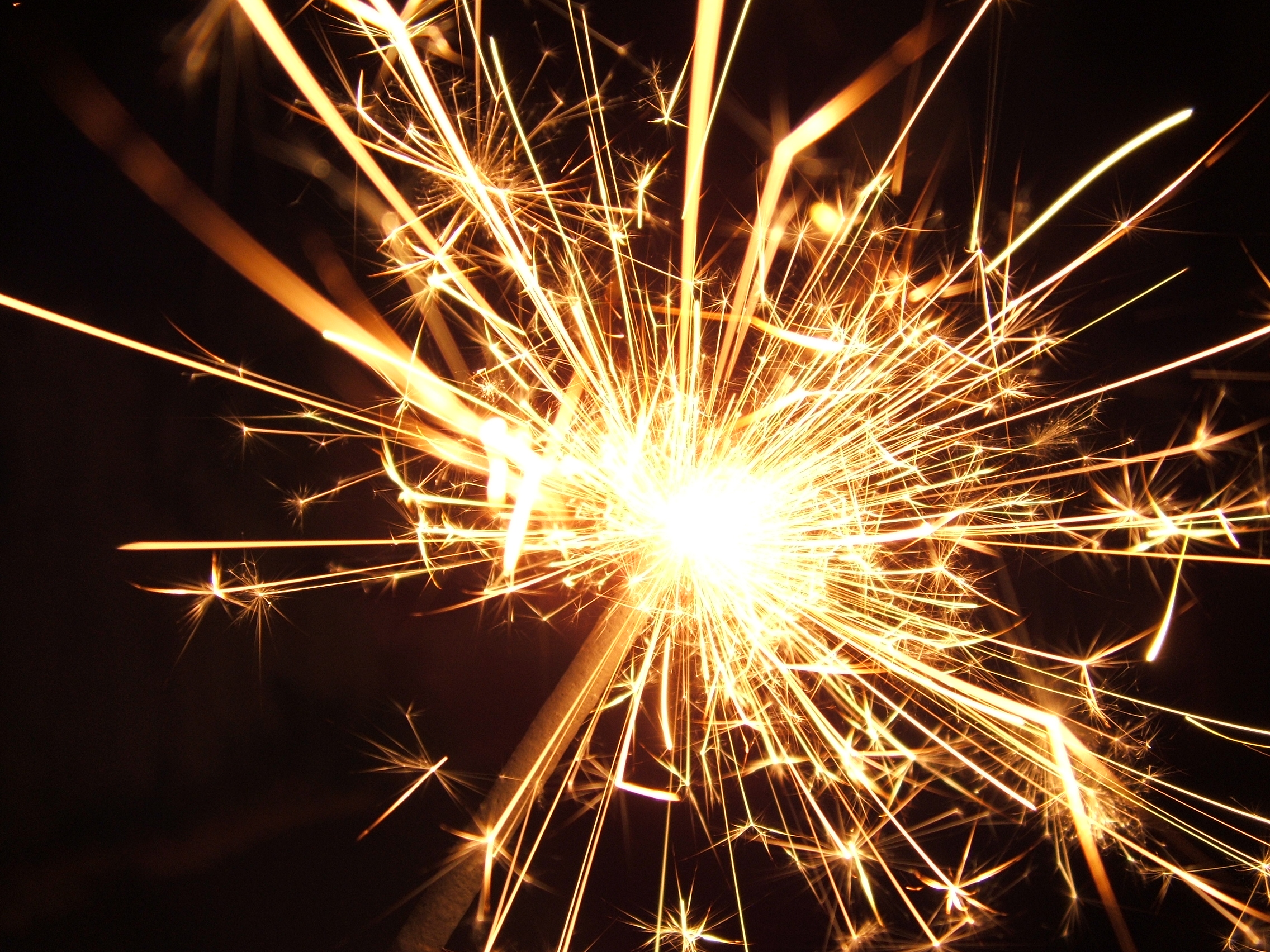
ألماسة مشتعلة

يكون تصميم الألماسة التقليدي على هيئة سلك معدني رفيع طوله حوالي 20 سم مغطى بطبقة من مادة بطيئة الاشتعال. يحوي تركيب الألماسة الأساسي على وقود فلزي وعلى مؤكسد وإضافات أخرى. تصنع الألماسات عادة من وقود فلزي مثل الألومنيوم أو المغنسيوم أو مزيج منهما (مغناليوم) أو الحديد أو التيتانيوم أو مزيج منهما (فروتيتانيوم)، حيث تعطي كل منها لون مميز للشرر. أما المؤكسد فيكون إما من نترات البوتاسيوم أو نترات الباريوم أو نترات السترونتيوم. كما يحوي التركيب على مواد إضافية للوقود مثل الكبريت أو الفحم، بالإضافة إلى مادة رابطة من دكسترين أو نيتروسيليلوز.

## اقرأ أيضاً
- صاروخ (ألعاب نارية)
- شمعة رومانية